# جرالد دو موریر
جرالد دو موریر (انگلیسی: Gerald du Maurier؛ ۲۶ مارس ۱۸۷۳ – ۱۱ آوریل ۱۹۳۴) یک هنرپیشه اهل بریتانیا بود.
از فیلم‌ها یا برنامه‌های تلویزیونی که وی در آن نقش داشته است می‌توان به عدالت و معمای اسکاتلندیارد اشاره کرد.
او پدر دافنه دوموریه ، رماننویس و نمایشنامهنویس معروف بریتانیایی است که بیشتر شهرتش را مدیون رمان ربه‌کا (۱۹۳۸) می‌باشد.